# Haushausen
Haushausen ist ein Ortsteil des Marktes Wolnzach im oberbayrischen Landkreis Pfaffenhofen an der Ilm. Das Kirchdorf liegt im fruchtbaren Tertiärhügelland der Hallertau, dem größten zusammenhängenden Hopfenanbaugebiet der Welt.

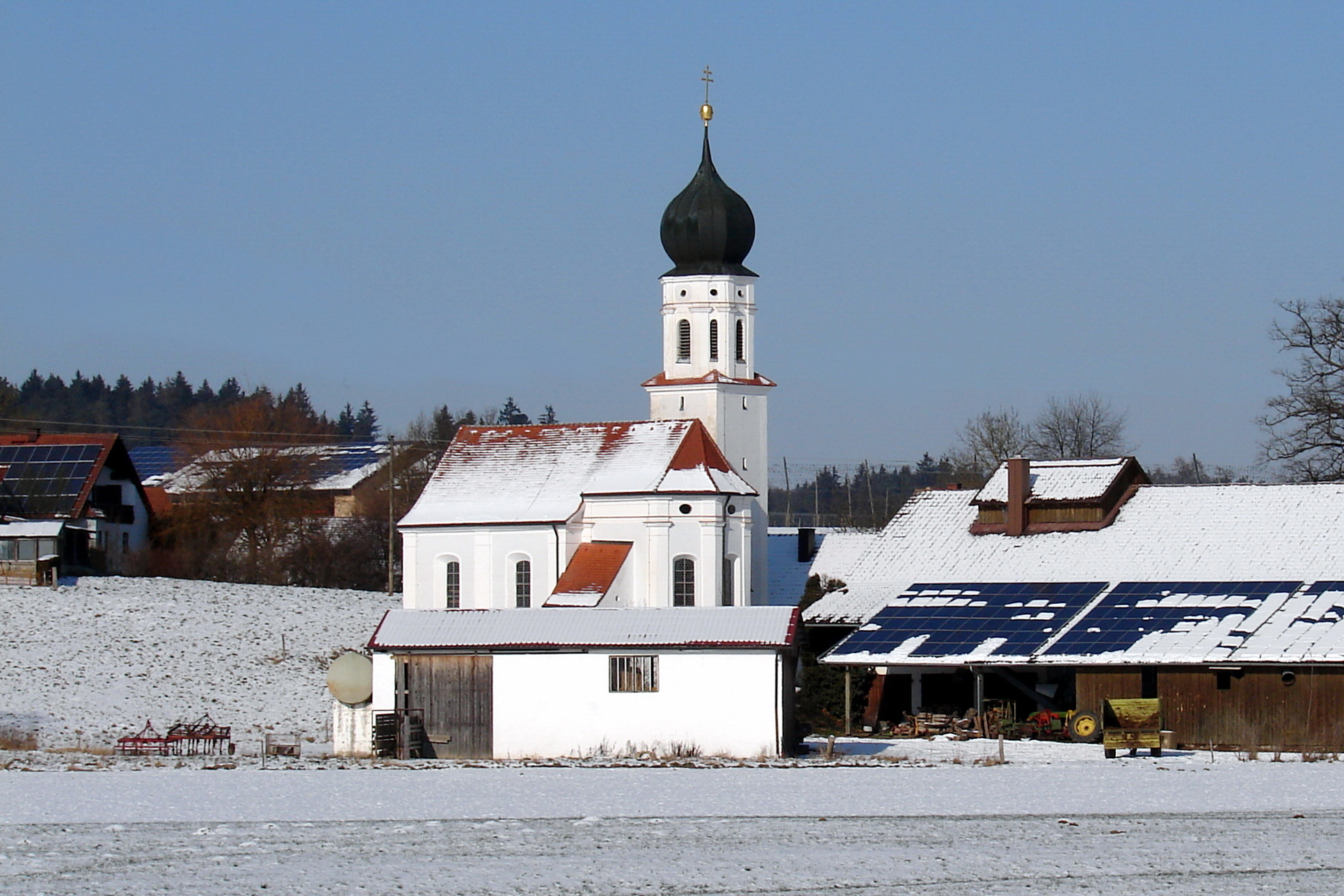
Die Kirche St. Georg in Haushausen

## Geschichte
Die katholische Filialkirche St. Georg ist eine Saalkirche mit Pilastergliederung, eingezogenem Polygonalchor und nördlichem Chorflankenturm mit oktogonalem Aufsatz und Zwiebelhaube, das Langhaus und Chor mit Spiegeldecken barock um 1700–10.
Haushausen wurde im Zuge der Verwaltungsreformen in Bayern 1818 eine selbstständige politische Gemeinde. Zu ihr gehörten auch die Weiler Kemnathen, Siegertszell und Thongräben sowie die Einöden Hanfkolm, Haunerhof, Schreinmühle und das mit Siegertszell verbundene Zell. Am 1. Juli 1971 wurde die Gemeinde Haushausen in den Markt Wolnzach eingegliedert.